# Anden
Anden  est une petite île de la commune de Øksnes , en mer de Norvège dans le comté de Nordland en Norvège.

## Description
L'île de 0,153 km2 fait partie de l'archipel des Vesterålen. Elle se trouve à environ 5 kilomètres au nord du village de Stø sur la pointe nord de la grande île de Langøya, et à environ 14 kilomètres à l'ouest de la grande île d'Andøya. Il abrite le phare d'Anda, qui fut le dernier phare de Norvège à être automatisé (en 1987). Il est classé patrimoine culturel par le Riksantikvaren depuis 1999.

### Réserve naturelle
L'île est maintenant la réserve naturelle d'Anda  créée en 2002 et devenue une zone de la Convention de Ramsar en 2013 pour la  nidification de Macareux moine, de la Mouette tridactyle, du petit Pingouin, du cormoran huppé, du guillemot à miroir...
L'île a été désignée zone importante pour la conservation des oiseaux (IBA) par BirdLife International (BLI). Il y a une grande colonie de phoques sur l'île.

## Galerie

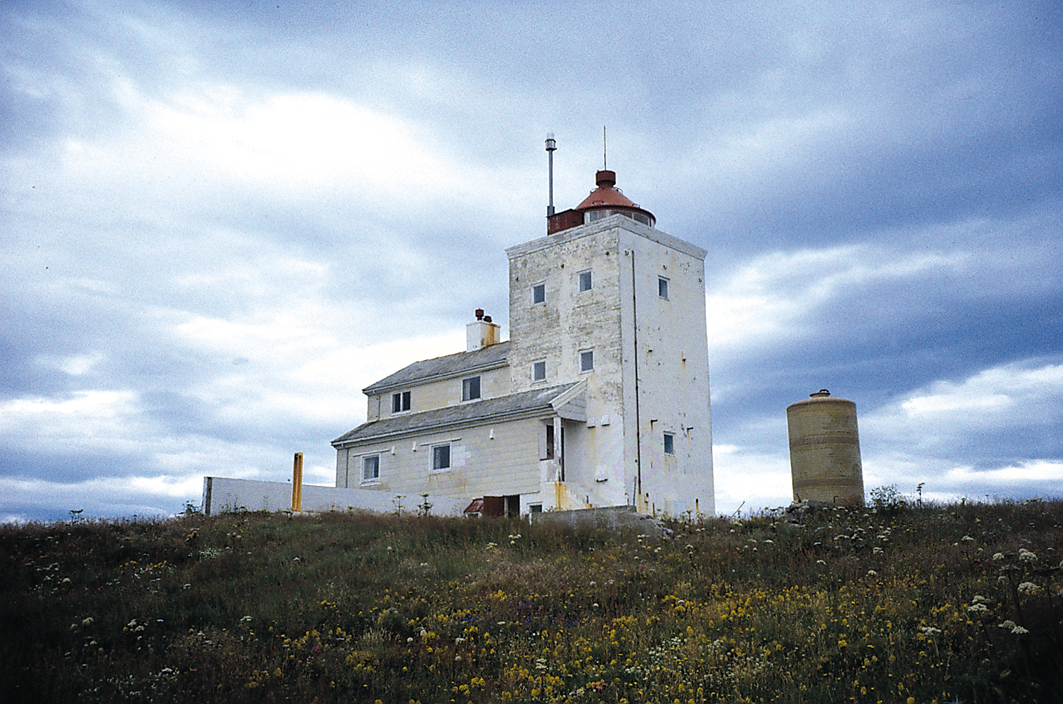
Phare d'Anda
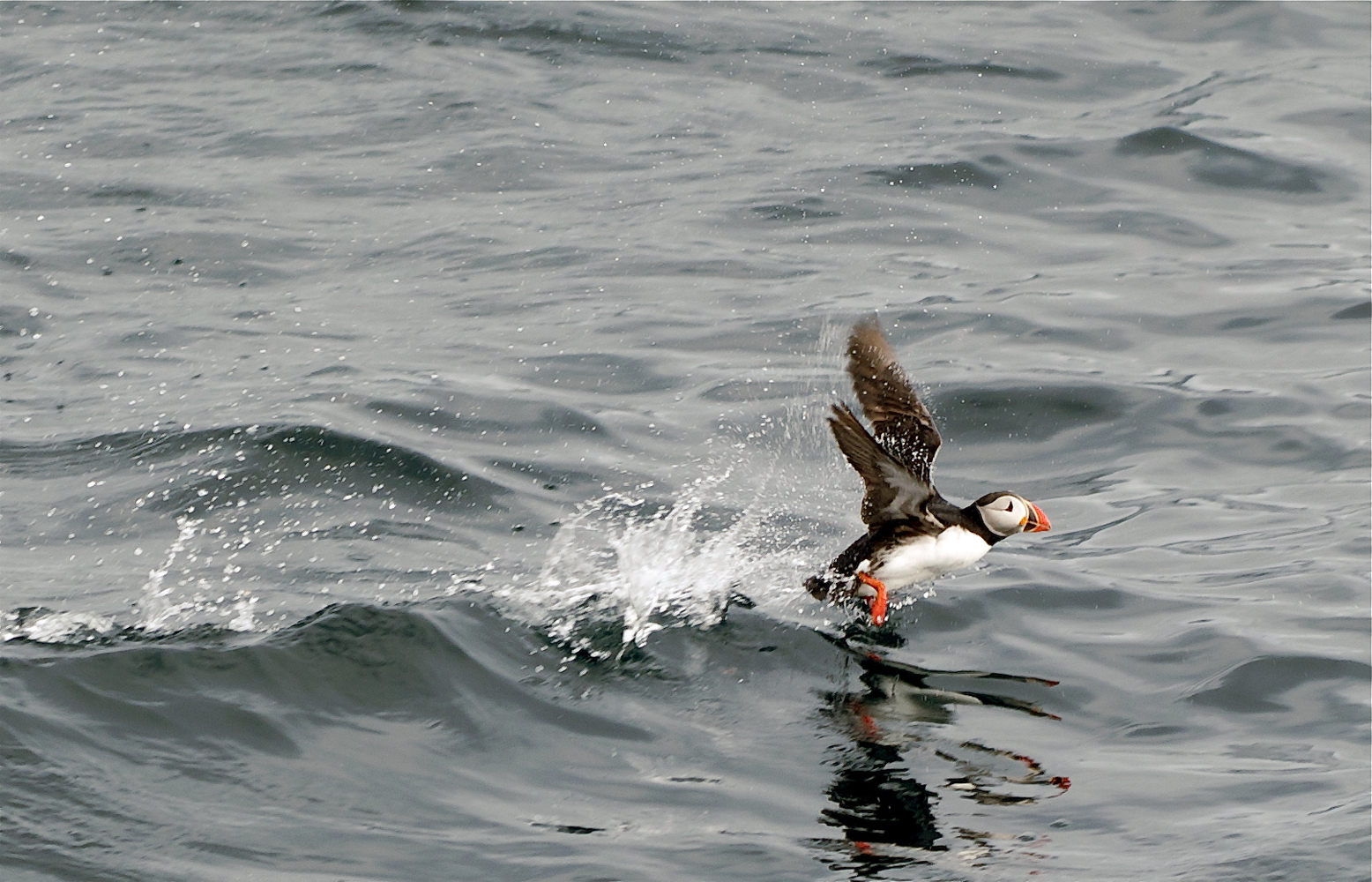
Macareux